# 香港控煙情況

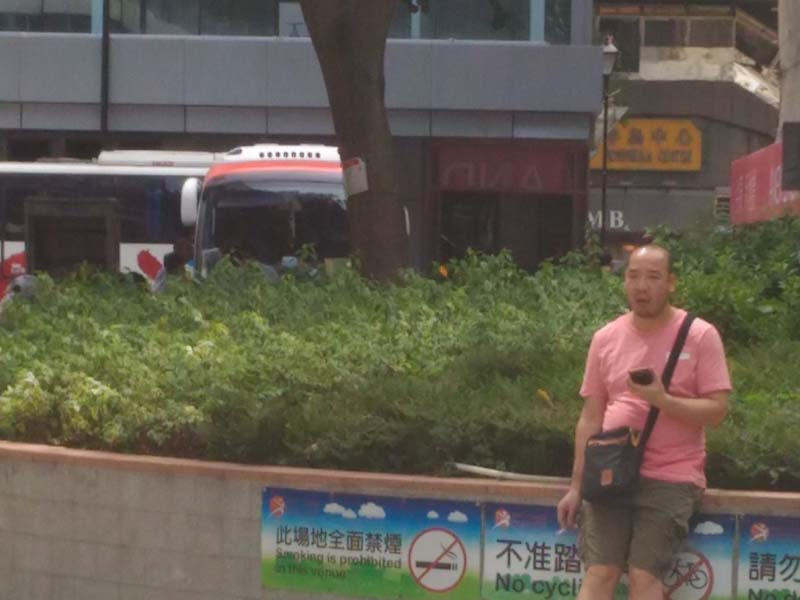
「此場地全面禁煙」宣傳海報讓市民容易識辨禁止吸煙區範圍

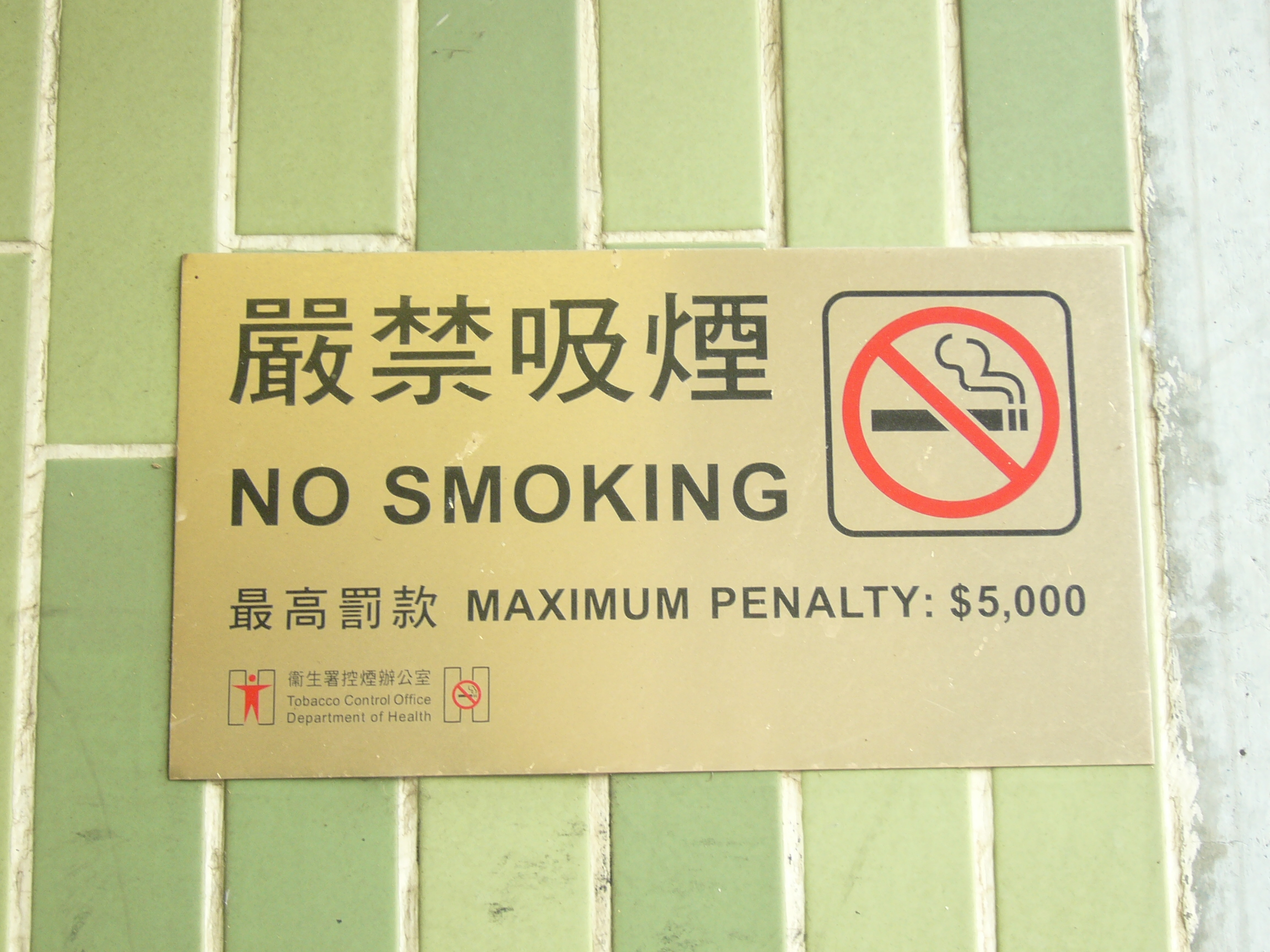
禁煙法例原本最高罰款為五千元，但因非定額罰款，上庭時往往被判比五千元元更少的罰款。被拘捕而上庭的更是少之又少。

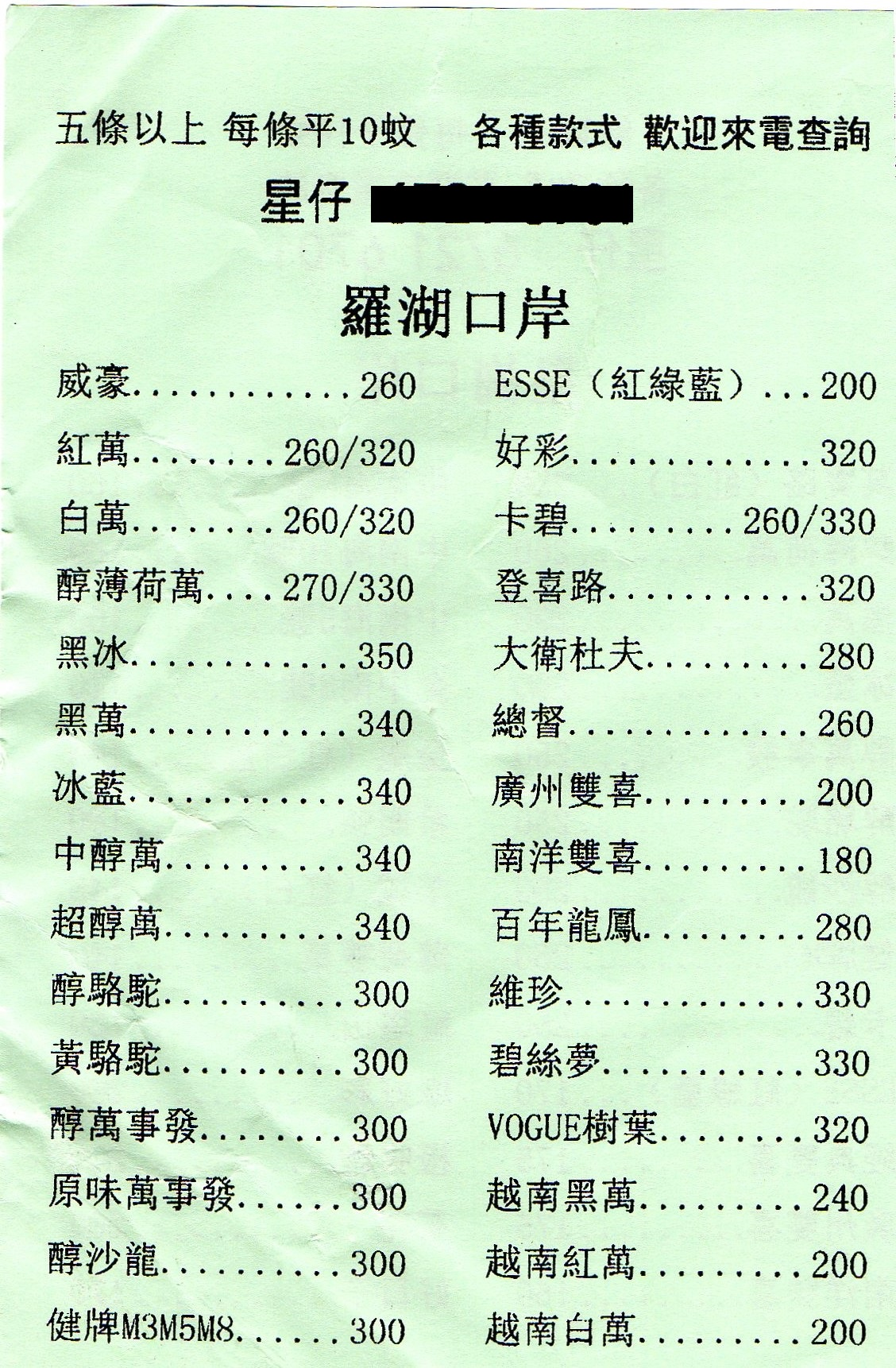
私煙廣告單

本文是關於香港控菸情況，也就是香港對於菸害控制的歷史與現況的描述。

## 歷史
香港最早的控煙法例，在1982年8月13日頒布。最初的禁煙範圍，僅限於升降機、劇院、音樂廳及公共交通工具，此後在1998年及2007年兩度擴充，商場、食肆、公園、海灘及巴士總站等先後納入禁止吸煙的範圍。
控煙法例的執法權，在2001年衛生署控煙酒辦公室（控煙酒辦）成立起，初期並無執法權，自2006年10下旬起，除香港警務處負責執行控煙法例，該部門亦負責賦予執法權，自2009年實施違例吸煙定額罰款制度起，食物環境衛生署、漁農自然護理署及房屋署等部門機構的工作人員亦有權力執行違例吸煙檢控權力，由於港鐵有其訂立的附例，在有蓋位置(不論是否屬已付費區)及車廂內(車卡之間的通道除外)均禁止吸煙，相較世界各地的鐵路系統，港鐵的禁煙規定較為寬鬆，在港鐵的禁煙規定則由港鐵的附例特檢隊和顧客服務及收益保護組執行。
2006年香港立法會通過大幅擴大禁煙範圍，在餐廳、酒吧、公園、扶手電梯以至室內公共地方等，均會作不同程度的禁煙。但由於法例規定多個室內處所包括在不同程度的禁煙範圍內，以至事實上，香港室外地方，吸煙情況幾乎經常隨處可見。
2009年開始，政府對違例吸煙人士徵收1,500元定額罰款。為了使執行控煙法例程序順利進行，警方的有組織罪案及三合會調查科有時會協助控煙酒人員執法。

## 現狀
除了違例吸煙以外，沒有把煙蒂丟在指定的煙灰缸，也會被罰款港幣1,500元，但這個法例由食物環境衛生署執行，衛生署控煙酒辦公室並沒有管轄權力。但因控煙酒人員巡邏不足，香港街道的行人路面，隨地亂拋的煙蒂經常隨地可見。
現時控煙酒辦全職公務員編制為140人，即平均每分區不足8人。2012年，控煙酒辦檢控了8,198名香港市民。
香港法例規定購買或售賣私煙都是違法的，違法者會被判罰款及監禁，最高100萬港元及兩年刑期。由於香港本地合法香煙的價格比鄰近地區為高，故此不時有不法之徒走私香煙，市民購買私煙的情況亦屢有發生。根据香港海關的数字，2014年處理了17,174宗私煙案，拘捕了11,164人，涉案的香煙總值1.38亿港元。
部分香港人喜愛在內地或國外旅遊期間，攜帶香煙返港。香港海關在2010年8月1日起，削減免稅優惠，規定任何年滿18歲的入境旅客攜帶不多於19根的香煙，1支雪茄或25克煙草，方可豁免繳稅。在此以前，香港居民及訪港遊客可帶60根（3包）免稅香煙入境，出境未超過24小時而入境的香港居民則沒有煙草免稅優待。
在煙草宣傳方面，港府明文規定禁止透過電視、電台廣播、戲院、報刊、互聯網及其他宣傳媒介展示煙草廣告，煙草商亦不得贊助任何文娛康體活動，自2009年起，在攤檔、商店展示煙草廣告也不容許，取而代之的就是在攤檔以及商店設置造型美觀但沒有展示任何品牌的煙包陳列箱。煙草商不時會在煙包上註明產品的特點，但是「低焦油」、「特醇」等被視為誤導的字眼已被禁止，自從煙包警示於2018年擴大至85%後，香煙的特點亦轉移至煙包側面上顯示。另外有人以緬懷昔日香港為名上載舊煙草廣告到互聯網，亦出現了一些展示舊煙草廣告的比例模型，香港蘋果日報曾在報章刊登雪茄的介紹文章遭到控煙酒辦檢控及罰款。

## 香港吸煙情況
根據香港特別行政區政府醫務衞生局衞生署轄下的部門衞生署控煙酒辦公室統計資料，香港是亞太地區吸煙人口比率較低的地區之一，15歲或以上吸煙人口比率為10.7％，但人數仍然超過60萬。吸煙人口比例隨年齡增長而上升，在40至49歲組群中稍為回落，50至59歲組群稍為上升，最後在60歲或以上組群回落，換言之香港的吸煙人士以30至39歲最多。
香港每日吸煙人士比率由1982年的23.3％大減至2021年的9.5％，在香港回歸以後，政府大力推行反吸煙政策，包括禁止煙草宣傳、推廣煙害訊息、擴大禁煙範圍、強化煙包警示、增加煙草稅項以及促使煙民戒煙，使吸煙人口進一步下降。但年輕人口的吸煙率卻不跌反升，尤以近數年較為明顯，15至19歲吸煙人口由1984年的2.3％增至2010年的2.5％。根據香港政府在2011年的吸煙情況調查，有2.7%高小學生及15.7%中學生曾經吸煙，有香港的年輕煙民自七歲起就開始吸煙，青少年吸煙大多是受朋輩影響。
另外，政府亦已經通過法例，禁止電子煙、加熱非燃燒煙和草本煙的銷售、製造、推廣以及進口，2022年4月30日起生效。

### 香港煙草稅
香港早於1970年代開始徵收煙草稅，而且不時將煙草稅佔零售價的比例上調，現時香港的煙草稅率為每1,000支捲煙$1,906、每公斤雪茄$2,455、每公斤中國熟煙$468。每包香煙零售價約為54元，其中38元為煙草稅，約佔零售價70%。
香港吸煙與健康委員會曾建議政府於2014至2015財政年度，大幅增加煙草稅一倍，即由38元增至76元，估計可於一至兩年內將吸煙人口比率由10.7%減至單位數字。 吸煙人士比率先跌至10.5% ，然後再跌至10.0%。
香港政府於2023至2024年《財政預算案》，分別增加每支上調0.6元，煙草稅約31.5%；2024至2025年度《財政預算案》則宣布將每枝香煙的煙草稅調高0.8元，至每枝香煙3.306元，為過去20多年來首度連續兩年增加煙草稅。政府形容「歷史性」，希望藉此發出強烈訊息，堅持有關方向。

### 吸煙在香港的文化描述
彭浩翔在2010年拍攝電影《志明與春嬌》，有講述煙民在公共場所吸煙的故事，有聲音批評該片鼓吹吸煙。

## 批評
近年禁煙法例擴張及政府主張並推行禁煙措施，令部分香港市民感到不滿。有市民成立好煙民大聯盟。陳偉業曾呼籲保護煙民權益。
此外，一直有意見批評，政府大幅增加煙稅，並不會減少煙民的數量，亦會助長私煙販賣及導致報販失去煙稅的收入。

## 延伸閱讀
- 禁煙
- 吸煙（公眾衛生）條例